# مسجدابوالفضل (ایرانشهر)
مسجدابوالفضل(رامکان)، روستایی از توابع بخش بزمان شهرستان ایرانشهر در استان سیستان و بلوچستان ایران است.این روستا،مرکز دهستان آب رئیس است.

## ویژگی ها
ساکنین این روستا، همگی بلوچ از طایفهٔ بنام شیهکی (شهکی) و توابع آن سابکی‌های زیادی زندگی می‌کنند وشهیکی دارای مذهب اهل سنت می‌باشند و طایفه سابکی شیعه می‌باشند.
این دوطایفه سنی و شیعه درصلح و آرامش زندگی و وصلت‌های زیادی انجام داده‌اند . این روستا به واسطه مسجدی که در مسیر بم - ایرانشهر قرار دارد به مسجد ابوالفضل معروف شده‌است .
این روستا دارای دو مدرسه می‌باشد. 
در فاصله ۳ کیلومتری شرق این روستا کوهی با دهانه آتشفشانی وسیعی با طول تقریبی ۵۵۰ متر و عرض تقریبی ۴۰۰ متر قرار دارد.    

## جمعیت
این روستا در دهستان آب رئیس قرار دارد و براساس سرشماری مرکز آمار ایران در سال ۱۳۸۵، جمعیت آن ۳۲۰ نفر (۶۸خانوار) بوده‌است.